# Corcovado peruviense
Corcovado peruviense là một loài bọ cánh cứng trong họ Cerambycidae.